# Zhou Tianhua
Zhou Tianhua (née le 10 avril 1966) est une athlète chinoise spécialiste du lancer du poids. 

## Carrière

### Palmarès
| Date | Compétition           | Lieu      | Résultat | Performance |
| ---- | --------------------- | --------- | -------- | ----------- |
| 1991 | Championnats du monde | Tokyo     | 5e       | 19,64 m     |
| 1992 | Jeux olympiques       | Barcelone | 5e       | 19,26 m     |
| 1993 | Universiade           | Buffalo   | 1re      | 19,17 m     |

### Records
| Épreuve         | Performance | Lieu  | Date             |
| --------------- | ----------- | ----- | ---------------- |
| Lancer du poids | 20,40 m     | Pékin | 5 septembre 1991 |